# Hansabibliothek
Die Hansabibliothek ist eine öffentliche Bibliothek im Berliner Ortsteil Hansaviertel im Bezirk Mitte. Sie gehört organisatorisch zur Stadtbibliothek Berlin-Mitte.
Die Hansabücherei entstand 1957 im Rahmen der IBA 57 und diente zunächst als Ausstellungshalle. Sie eröffnete 1958 mit 12.000 Bänden als Freihandbibliothek nach amerikanischem Vorbild. Der Entwurf stammt von dem Berliner Architekten Werner Düttmann mit Siegfried Böhmer und ist ein gelistetes Baudenkmal.

## Lage
Die Hansabibliothek liegt im südlichen Segment des Hansaplatzes zwischen Altonaer Straße und Klopstockstraße im Herzen des Hansaviertels schräg gegenüber der Ladenpassage im nördlichen Segment des Hansaplatzes zwischen Altonaer Straße und Bartningallee. Der Südeingang des U-Bahnhofs Hansaplatz ist über eine Pergola mit dem Bibliotheksgebäude verbunden.

## Geschichte
Zur IBA 57 benötigte man eine Ausstellungshalle für die Präsentation das Interbau-Konzepts. Nach Ende der Ausstellung konnte in dem Gebäude die Hansabücherei 1958 mit 12.000 Bänden als eine der ersten Freihandbibliotheken nach amerikanischem Vorbild eröffnen.
Zeitweilig stand eine Schließung zur Debatte, es war geplant die Hansabibliothek und die Bruno-Lösche-Bibliothek zusammenzulegen und im neu entstandenen Schultheiss Quartier zu eröffnen. Diese Pläne wurden aber nicht verwirklicht.
Von 2017 bis 2019 wurde das Gebäude durch die Senatsverwaltung für Stadtentwicklung und Umwelt in Zusammenarbeit mit dem Landesdenkmalamt Berlin bei laufendem Betrieb denkmalgerecht saniert. Hierfür standen 1.734.500 € aus Mitteln des Bundesprogramms „Nationale Projekte des Städtebaus 2015“ für das Premiumprojekt „Hansaviertel Berlin – Stadt von Morgen“ und des Landes Berlin zur Verfügung. Dabei wurden die Betonfassade instand gesetzt, die Fensteranlagen erneuert, das Dach neu abgedichtet und die Feuchtigkeit im Keller beseitigt. Auch die Oberflächen – Wände, Decken und Bodenbelag – wurden ausgebessert. Die Sanitäranlagen wurden für eine barrierefreie Nutzung umgebaut. Der Lesegarten im Innenhof wurde ebenfalls saniert und das Wasserbecken des Gartens instand gesetzt. Zudem erhielten sowohl der Garten als auch die Außenanlagen eine Neubepflanzung. Darüber hinaus steuerte das Berliner Landesdenkmalamt Mittel zur Aufarbeitung des Mobiliars bei. Mit der Bauplanung wurde das Büro „adb Architekten Berlin“, mit der Projektsteuerung die WohnWertPLan GmbH beauftragt.
Während der Arbeiten standen den Besuchern Teile des Bücherbestandes der Bibliothek in temporär aufgestellten Containern auf dem Hansaplatz zur Verfügung.

## Profil
Bei rund 300 Besuchern täglich gab es 2016 185.560 Ausleihen bei 95.903 Besuchen.
Für Architektinnen und Architekten aus dem In- und Ausland ist die Hansabibliothek immer wieder Ziel von architektonischem Interesse. Aus diesem Grund pflegt die Bibliothek den Medienbestand im Bereich Kunst und Architektur in besonderem Maße. Zahlreiche Architektur- und Kunstverlage nutzten die großzügigen Ausstellungsflächen für Verlagsvorstellungen.

## Medien
Der Bestand umfasst ca. 43.000 Medien inklusiv der Angebote an CD, DVD und Spielen. Schwerpunkt ist Literatur zum Hansaviertel, Architektur, Kunst, Fotografie. Die Bibliothek verfügt über 4 PC-Arbeitsplätze und bietet ein freies WLAN an.

## Kooperationspartner (Auswahl)
- bi’bak (Türkisch: Schau mal) ist ein Projektraum mit Sitz in Berlin, mit einem Fokus auf transnationale Narrative, Migration, globale Mobilität und ihre ästhetischen Dimensionen.[4]
- Bürgerverein Hansaviertel e. V. Mit dem Motto „Lebendiges Erbe – lebendiges Denkmal“ macht sich der Bürgerverein Hansaviertel e. V. für den Erhalt und die Pflege Deutschlands größter und bedeutendster Bauausstellung, der Interbau 1957, stark.[5]
- Leseförderung der Freien Universität Berlin Die Freie Universität Berlin bietet verschiedene Seminare zur Vorbereitung und Weiterbildung für Lesepaten an.[6]
- Lesewelt Berlin e. V. Lesewelt Berlin e. V. organisiert Vorlesestunden für Kinder im Alter von vier bis zwölf Jahren in ganz Berlin und ist damit ein Pionier unter Deutschlands Vorleseinitiativen.[7]
- pro seniores e. V. Der gemeinnützige Verein zur Förderung der Seniorenuniversität Berlin e. V. entwickelt und bietet ein umfangreiches Angebot an Vorlesungen, Kursen und Seminaren in unterschiedlichen Fachgebieten auf akademischem Niveau.[8]

## Veranstaltungsangebot
- „Wir lesen vor“ (Lesewelt Berlin e. V.)
- Shared Reading (Lesekreis)
- Sprach- und Leseförderung für Kindergartengruppen und Grundschulklassen
- Hausaufgabenhilfe / Lernunterstützung
- Klassenführungen und Bibliotheksunterricht für die Primarstufe
- Computer- und Smartphone-Schulungen für Senioren
- Autorenlesungen, Ausstellungen und andere Veranstaltungen für Kinder, Jugendliche und Erwachsene
- Teilnahme an dem jährlich stattfindenden „Vorlesewettbewerb“ des Börsenvereins

## Gebäude
Die Hansabücherei entstand 1957 am südlichen Ende des Hansaplatzes als eine der öffentlichen Einrichtungen, die das Interbau-Konzept für die kulturelle Grundversorgung der Nachbarschaft vorsah. Der eingeschossige quadratischen Atriumbau, dessen vier Flügel einen begrünten Innenhof umschließen, wurde von dem Architekten Werner Düttmann, späterer Berliner Senatsbaudirektor zusammen mit Siegfried Böhmer entworfen. Das Ensemble aus Bücherei und südlichem Zugang des U-Bahnhofs Hansaplatz wurde in Betonrahmenbauweise mit vertiefter Ziegelausfachung ausgeführt. Die südöstliche Ecke ist durch ein Wasserbecken begrenzt, wodurch der Lesegarten von außen einsehbar ist und die Beziehung zum Großen Tiergarten hergestellt wird. Ein Wasserbecken befindet sich auch auf dem Platz vor der Bibliothek und stellt die Verbindung zur Umgebung her.
Durch seine Bescheidenheit in der Umgebung von Hochhäusern wirkt der Gebäudekomplex bodenständig und klar strukturiert und repräsentiert die erste Generation der Bibliotheksbauten nach dem Zweiten Weltkrieg in Berlin.
Durch die Anlage der vier Gebäudeflügel um den zentralen Lesegarten brachte Düttmann Licht und Offenheit in die Bücherei und verwirklichte damit eine der zentralen Bauaufgaben. Außer dem Gebäudeflügel der Nordseite an der vielbefahrenen Altonaer Straße öffnen sich die anderen Flügel durch große bis zum Boden reichende Fensterflächen ihrer Umgebung und zeigen dem Besucher was ihn innen erwartet. Jeder Flügel des Gebäudes beherbergt einen separaten Funktionsbereich der Bibliothek mit Verweil- und Durchgangsmöglichkeiten.

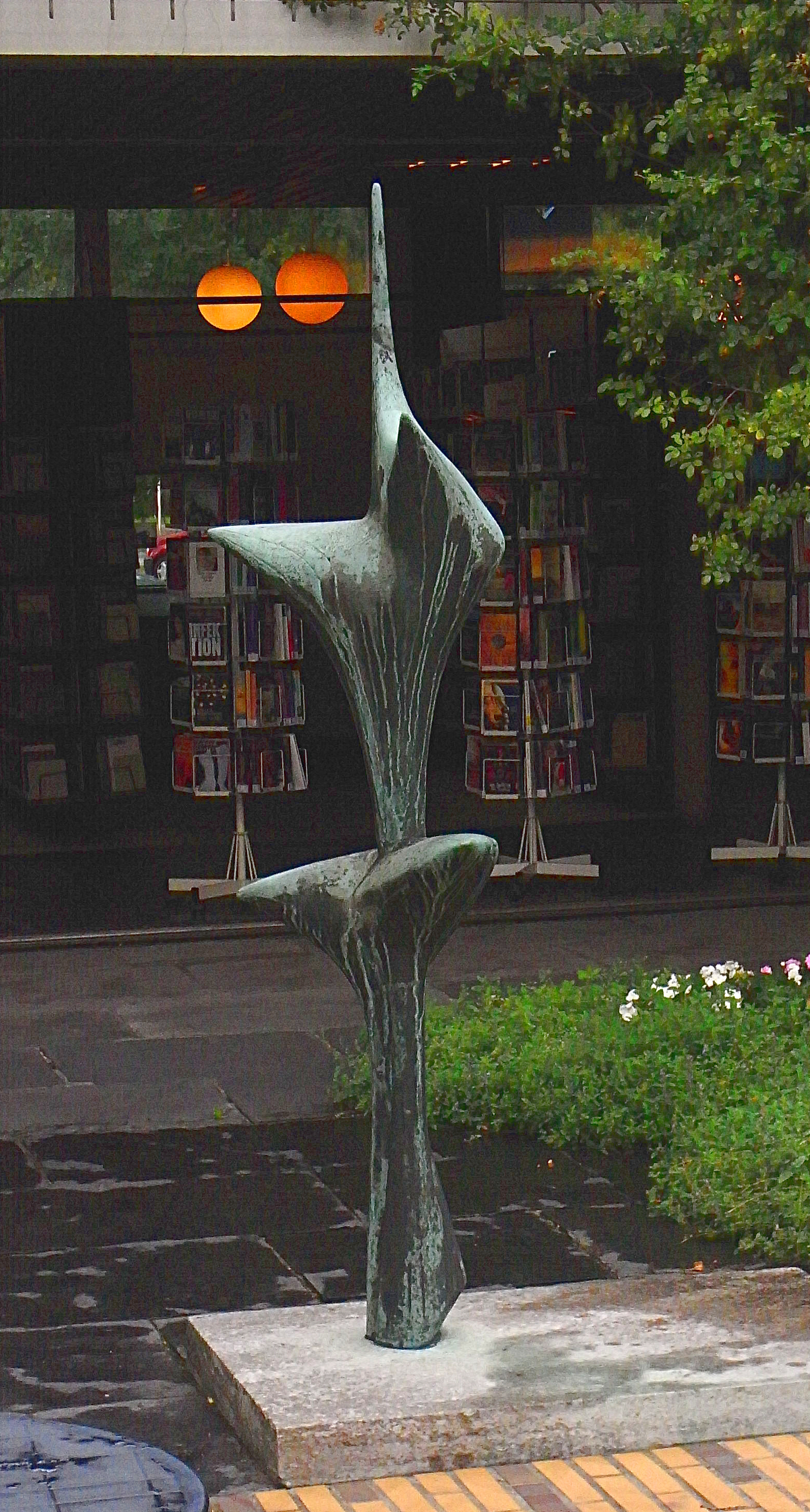
Bernhard Heiliger: Vegetative Plastik I (Foto: 2008)

Zwei der Flügel sind an beiden Seiten verglast und die raumhohen Fenster zum Garten, von denen sich eines vollständig versenken lässt, sorgen für ein transparentes und lichtes Raumgefühl im Inneren, wozu auch der durchgehende Bodenbelag aus Schiefer beiträgt. Höhepunkt der Bibliothek ist der große zentrale mit niedrigen Stauden und kleinen Bäumen bepflanzte Lesegarten mit der zierlichen Bronzeskulptur „Vegetative Plastik I“ von Bernhard Heiliger aus dem Jahr 1955, die zunächst in Eternit-Zement ausgeführt, später durch einen Bronzeguss ersetzt wurde. Durch die enge Verknüpfung von Bibliotheksraum und Garten ist eine einzigartige Leseoase entstanden, die zu allen Jahreszeiten Besucher zum Lesen und Arbeiten einlädt. Der Garten wurde von den Gartenarchitekten Herta Hammerbacher (1900–1985) und Edvard Jacobson (1923–1986) in Zusammenarbeit mit Düttmann gestaltet, die auch für die gärtnerische Gestaltung des Hansaplatzes zuständig waren. Düttmann entwarf auch viele Teile der Inneneinrichtung wie Regale, Theken, Tische für den Jugendlesesaal, Bücherkarren und Zeitschriftenregale oder Buchkrippen.
Bis heute begeistert Düttmanns Lösung für eine Bibliothek Fachleute und Besucher gleichermaßen. Das Gebäude demonstriert seine architektonische Idee, die Grenzen zwischen Innen und Außen aufzulösen, und nimmt viele Qualitäten der später entworfenen Akademie der Künste am Hanseatenweg von 1958–1960 vorweg.

## Galerie

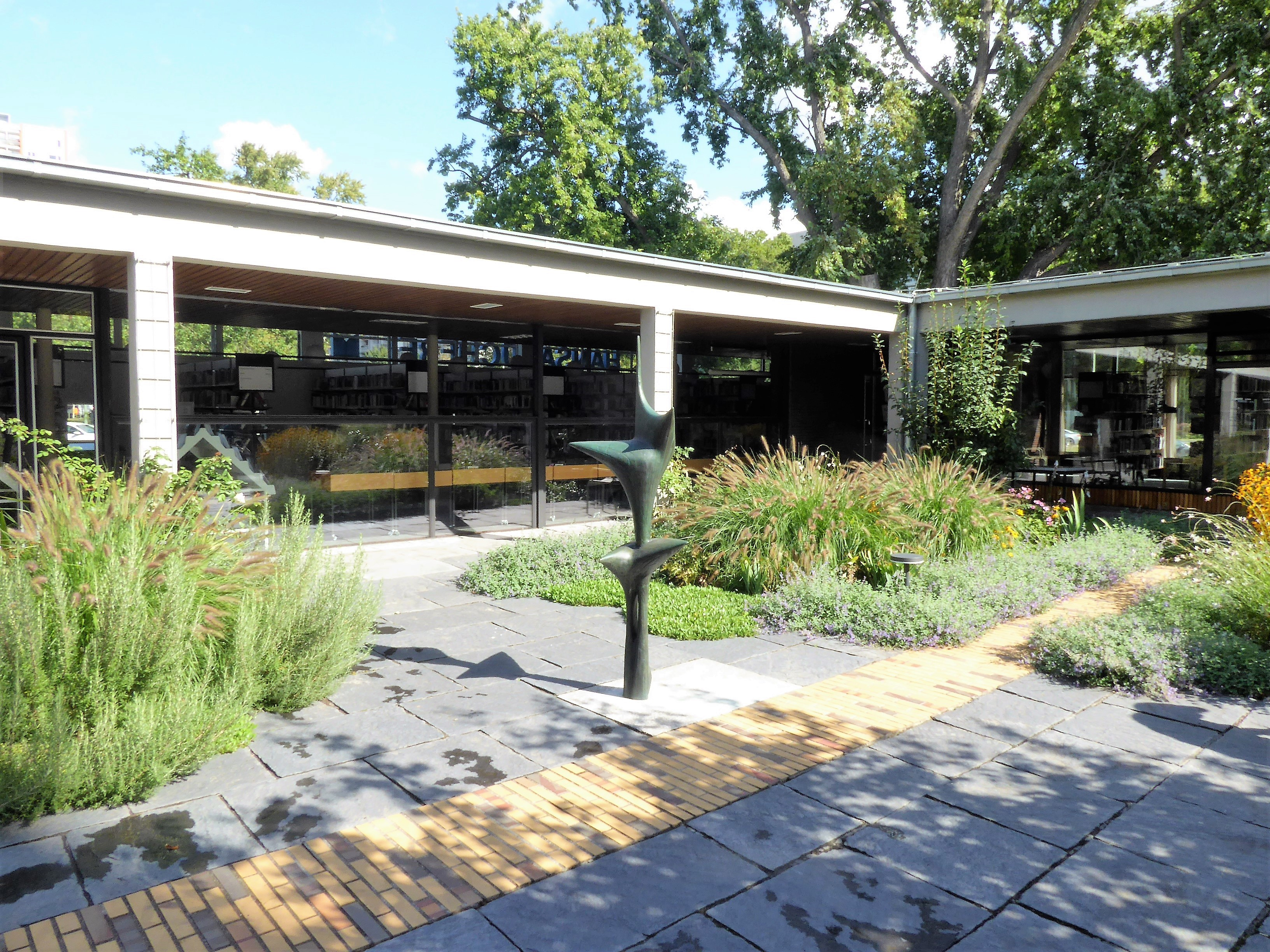
Innenhof mit Plastik
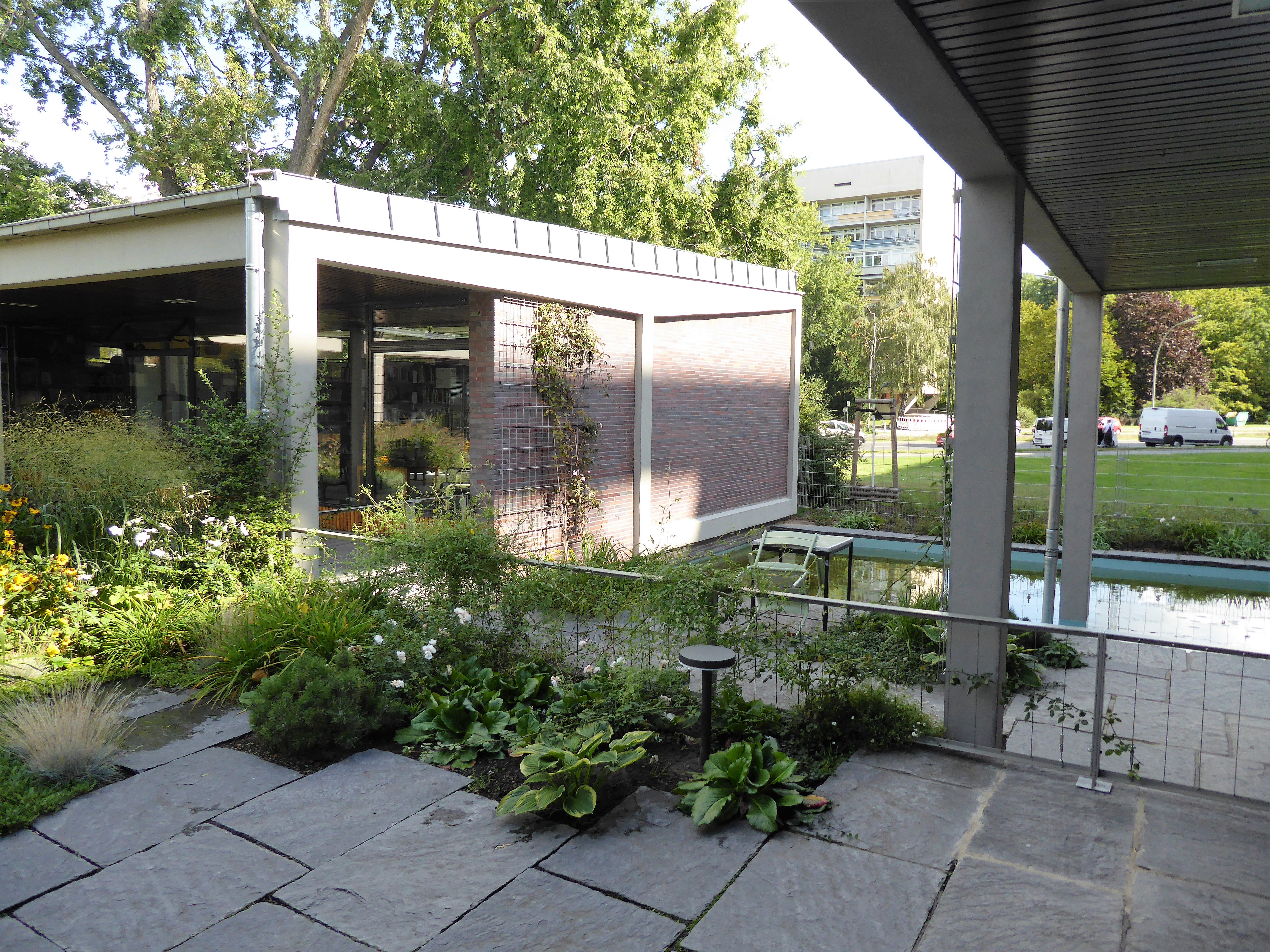
Innenhof mit Wasserbecken
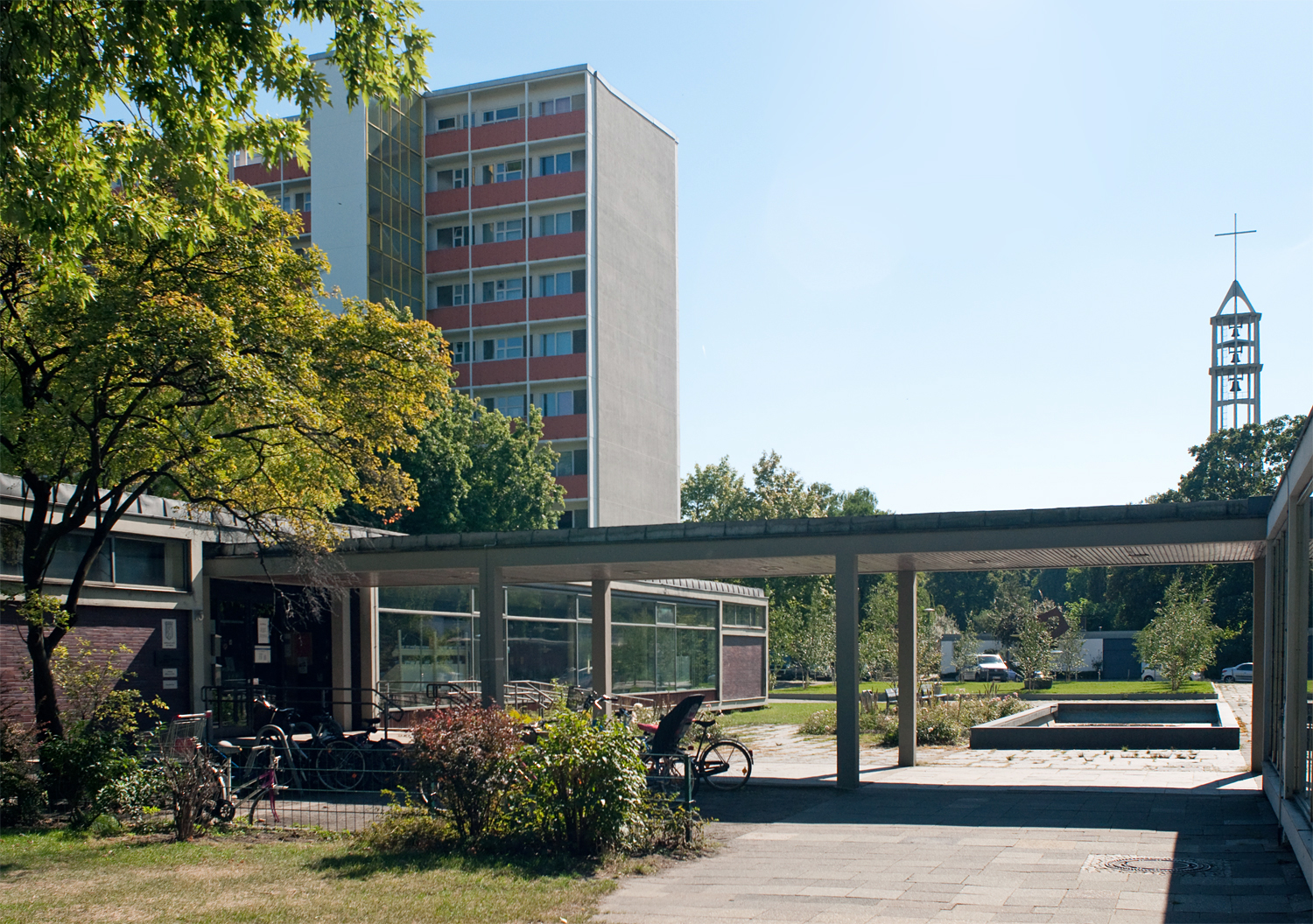
Eingangsbereich
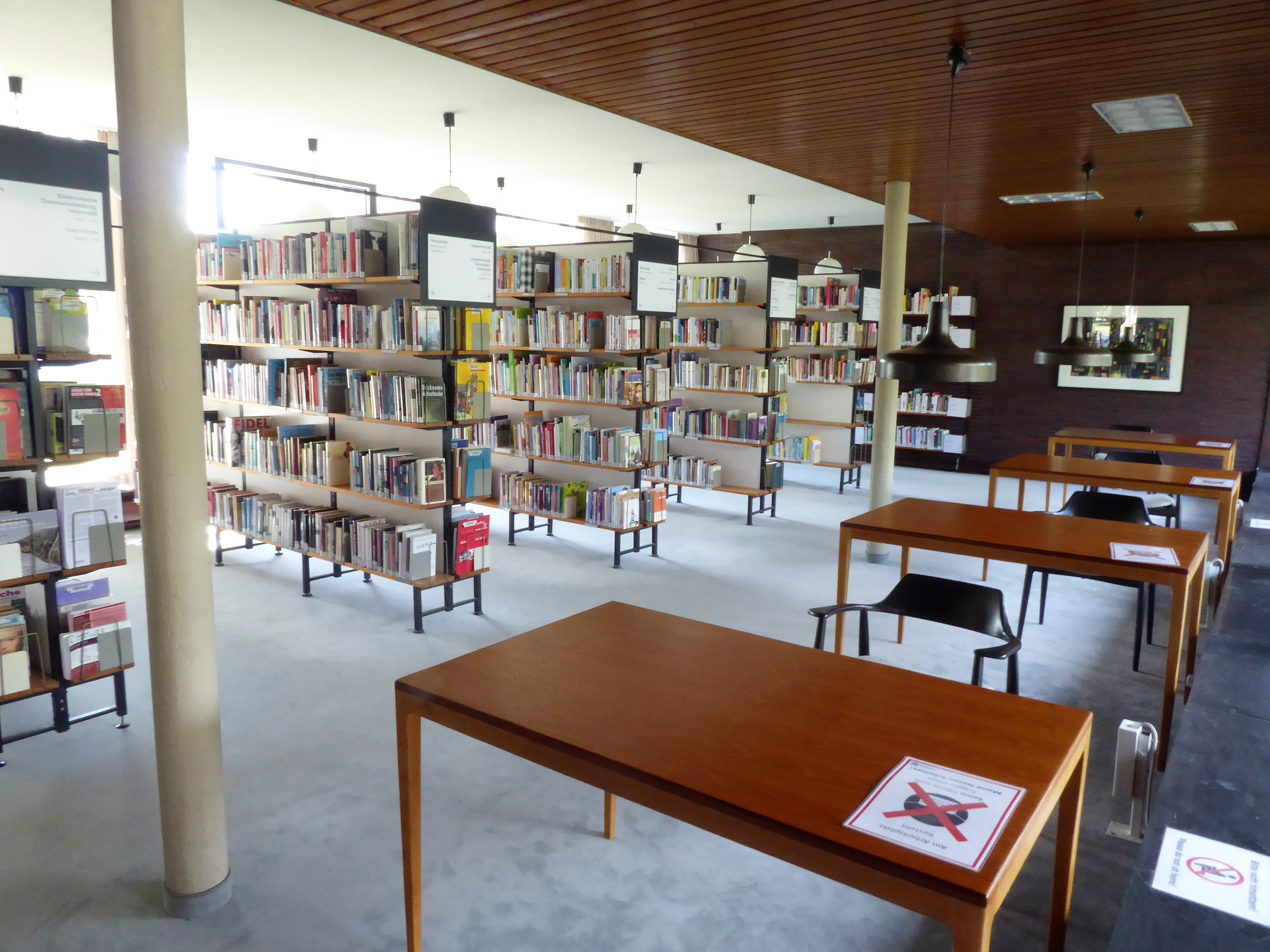
Bücherregale mit Lesetischen
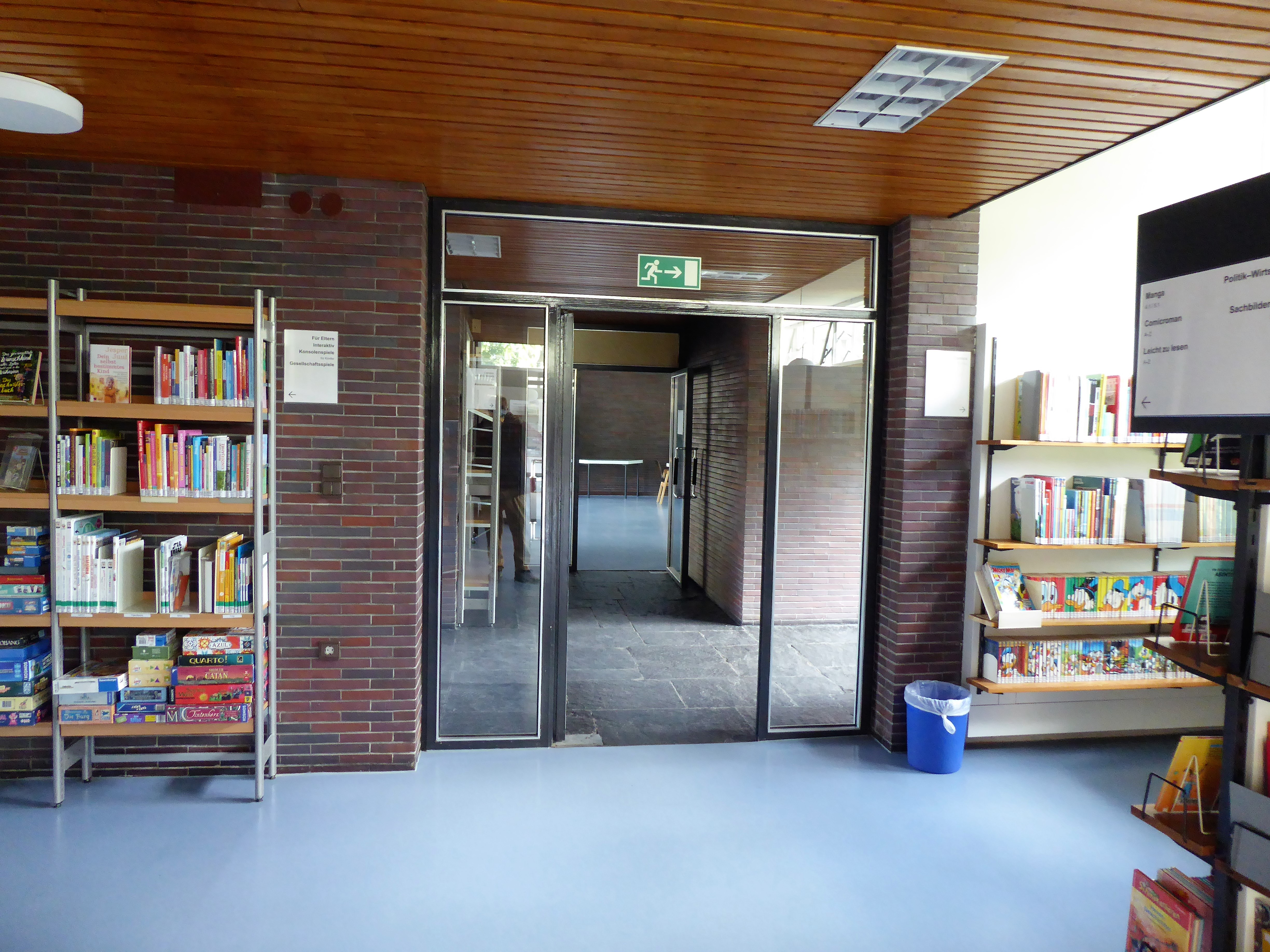
Durchgang mit typischen 1950er-Jahren-Elementen
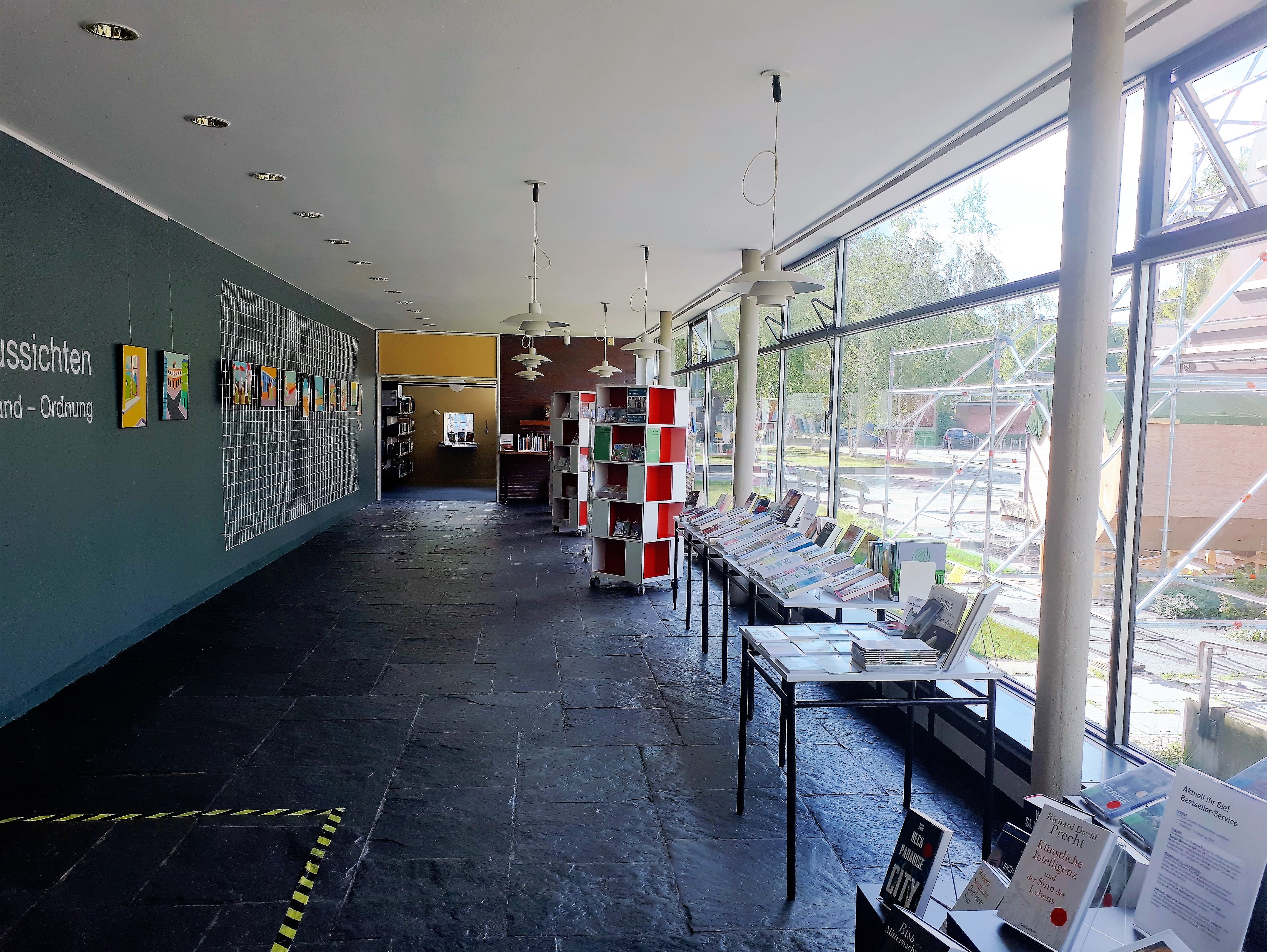
Innenbereich mit Präsentationswand
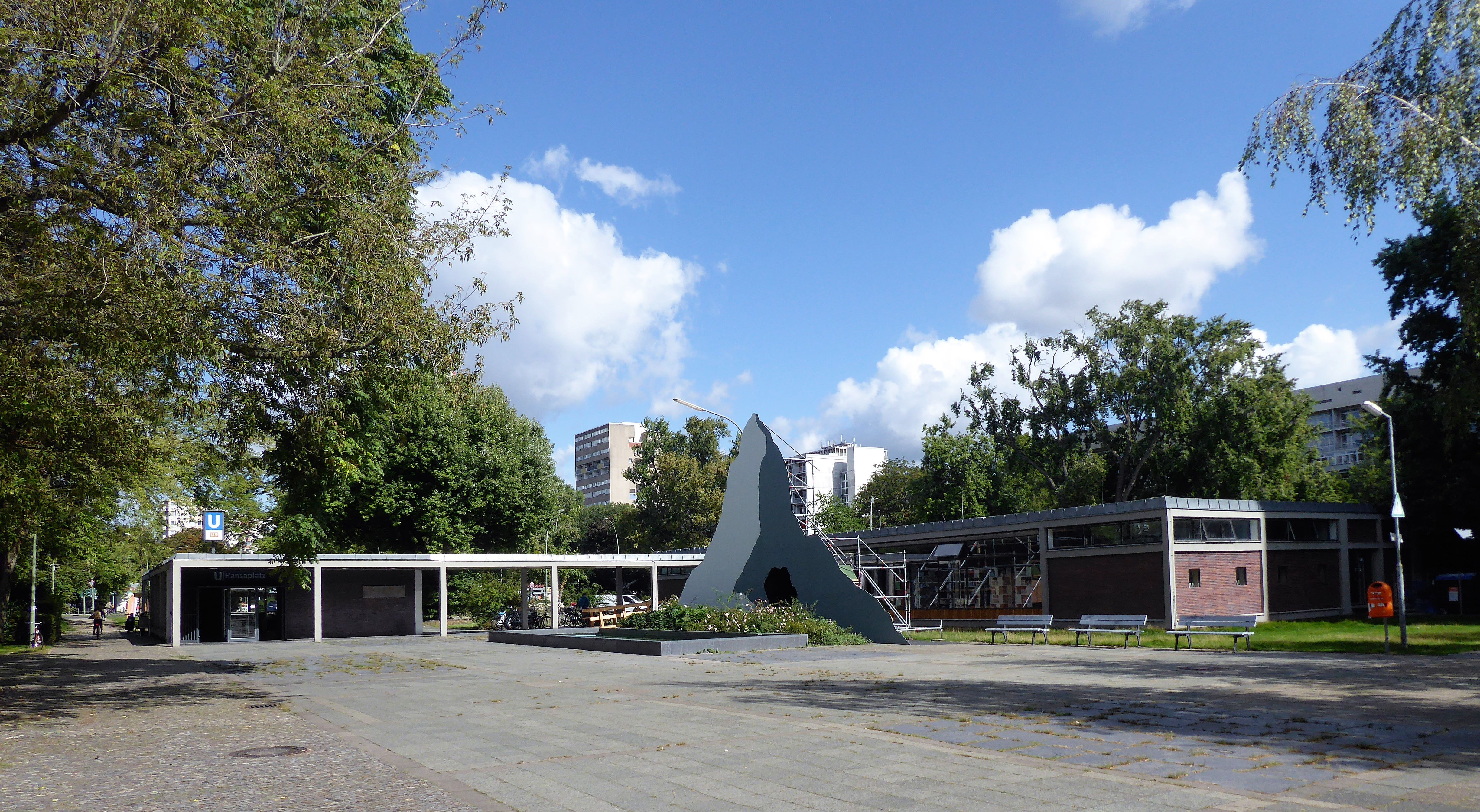
Außenbereich mit Installation „Das Matterhorn am Hansaplatz“
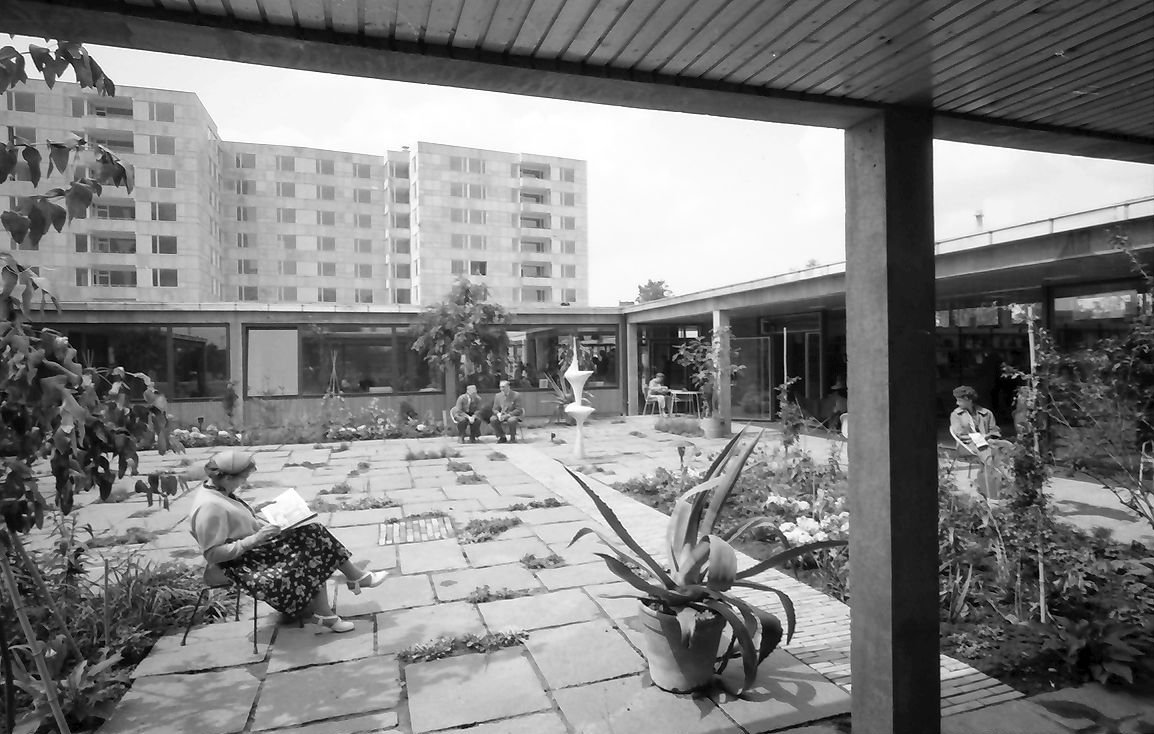
Innenhof 1957